# I’ve Been Waiting for You
I’ve Been Waiting for You – piosenka szwedzkiego zespołu pop ABBA, wydana na stronie B singla So Long. Wydana także na stronie A w Australii w 1974 roku, gdzie osiągnęła 49. pozycję, a także w Nowej Zelandii w 1977, gdzie osiągnęła 8. pozycję.